# Japan Football League 1993
Estadísticas de la temporada 1993 de la Japan Football League.

## JFL Division 1

### Tabla de posiciones
| Pos. | Equipo                | PJ | G  | P  | GF | GC | DG  | Ascenso                    |
| ---- | --------------------- | -- | -- | -- | -- | -- | --- | -------------------------- |
| 1    | Fujita (C, P)         | 18 | 16 | 2  | 49 | 12 | +37 | Ascendido a J. League 1994 |
| 2    | Yamaha (P)            | 18 | 14 | 4  | 31 | 15 | +16 | Ascendido a J. League 1994 |
| 3    | Toshiba               | 18 | 11 | 7  | 42 | 30 | +12 |                            |
| 4    | Otsuka Pharmaceutical | 18 | 10 | 8  | 33 | 39 | −6  |                            |
| 5    | Hitachi               | 18 | 9  | 9  | 41 | 24 | +17 |                            |
| 6    | Fujitsu               | 18 | 8  | 10 | 27 | 37 | −10 |                            |
| 7    | Yanmar Diesel         | 18 | 7  | 11 | 34 | 43 | −9  |                            |
| 8    | Tokyo Gas             | 18 | 7  | 11 | 20 | 31 | −11 |                            |
| 9    | Chuo Bohan            | 18 | 6  | 12 | 25 | 39 | −14 |                            |
| 10   | Kyoto Shiko Club      | 18 | 2  | 16 | 20 | 52 | −32 |                            |

 Fuente: 1993 JFL Division 1 Final Standings
Criterios de clasificación: 1) partidos ganados; 2) diferencia de goles; 3) número de goles marcados; 4) resultados entre los equipos en cuestión.

## JFL Division 2

### Tabla de posiciones
| Pos. | Equipo                      | PJ | G  | P  | GF | GC | DG  | Clasificación o descenso                    |
| ---- | --------------------------- | -- | -- | -- | -- | -- | --- | ------------------------------------------- |
| 1    | Honda (C)                   | 18 | 15 | 3  | 62 | 21 | +41 |                                             |
| 2    | PJM Futures                 | 18 | 15 | 3  | 46 | 9  | +37 |                                             |
| 3    | NKK                         | 18 | 14 | 4  | 37 | 17 | +20 | Disuelto                                    |
| 4    | Cosmo Oil                   | 18 | 11 | 7  | 30 | 26 | +4  |                                             |
| 5    | Kawasaki Steel              | 18 | 10 | 8  | 30 | 23 | +7  |                                             |
| 6    | Toyota Motor Higashi-Fuji   | 18 | 6  | 12 | 25 | 33 | −8  | Disuelto                                    |
| 7    | NTT Kanto                   | 18 | 6  | 12 | 20 | 30 | −10 |                                             |
| 8    | Seino Transportation (Q, O) | 18 | 6  | 12 | 20 | 42 | −22 | Promoción con Serie Regional                |
| 9    | Kofu Club (Q, O)            | 18 | 6  | 12 | 15 | 37 | −22 | Promoción con Serie Regional                |
| 10   | Toho Titanium (R)           | 18 | 1  | 17 | 10 | 57 | −47 | Descendido a Ligas Regionales de Japón 1994 |

 Fuente: 1993 JFL Division 2 Final Standings
Criterios de clasificación: 1) partidos ganados; 2) diferencia de goles; 3) número de goles marcados; 4) resultados entre los equipos en cuestión.

#### Promoción
Semifinales
| Equipo 1             | Resultado | Equipo 2                                    |
| -------------------- | --------- | ------------------------------------------- |
| Kofu Club            | 2-1       | Nippon Denso (Subcampeón de Serie Regional) |
| Seino Transportation | 1-0       | NEC Yamagata (Campeón de Serie Regional)    |

Kofu Club y Seino Transportation mantuvieron sus lugares en la Japan Football League.
Final
| Equipo 1     | Resultado | Equipo 2     |
| ------------ | --------- | ------------ |
| Nippon Denso | 0-2       | NEC Yamagata |

NEC Yamagata consiguió el ascenso, Nippon Denso permaneció en las Ligas Regionales de Japón.